# 大連カトリック教会

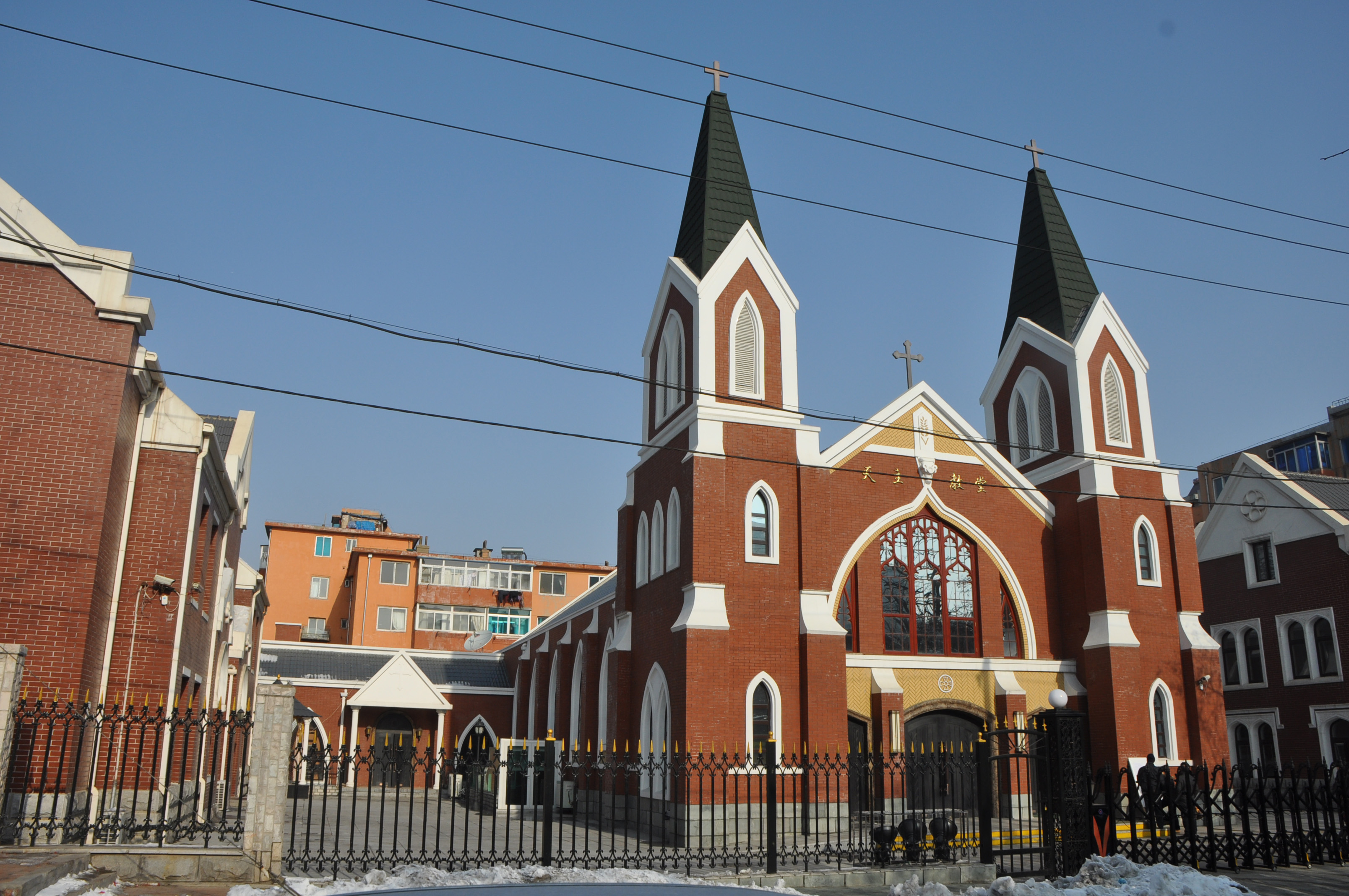
大連カトリック教会（2013年完成の教会堂）

大連カトリック教会（だいれんかとりっくきょうかい、英文名称：Dalian Catholic Church、中国語簡体字: 西安街天主教堂）は中国の大連市西崗区にあるキリスト教カトリックの教会で、1926年に日本人のカトリック教徒が建てた由緒ある教会で、大連で唯一のカトリック教会。建物は大連市保護建築（第1回）に指定されている。

## 簡単な歴史
- 大連が日本の租借地であった時代の1923年に、主に南満洲鉄道に勤めるカトリック信者により教会活動が始まり、信徒の岡大路[注釈 1]などの努力により2万元をかけてメリノール宣教会（本部は米国ニューヨーク州、東京に支部）の教会堂として完成し、1926年に聖母海星（ステラ・マリス）大連天主教教堂（英文名：Stella Maris Catholic Church in Dalian）として献堂された。
- 1931年から中国人は郊外の沙河区劉家屯の天主教教会へ移り、このころの聖母海星教会の信徒数は1,200人を数えた。
- 1945年の日本の敗戦と共に日本人は去り、中国人の教会となった。その後文化大革命がはじまり、1969年から丁汝南神父は瀋陽近くの村で農耕に従事した。
- 1980年に丁神父は大連へ戻り、教会は聖心堂と改名され再開された。1980年代は毎年洗礼は2～3人であった。1989年から郭景成神父に代わり、1994年からペテロ張永哲神父に代わっている。
- 韓国語による外国人のミサは1994年に始まり、崔在哲神父がつとめている。

---以上は、大連カトリック教会の歴史紹介から---  
- 大連市天主教愛国会事務所も、この教会のもと神父館にある。書店も入り口の右の小さな部屋にあり、土曜日夕方と日曜日に開いている。
- 2002年に、大連市第1回保護建築に指定された。
- 2013年に、外部は旧教会堂の外部（レンガ作り）に似せて新しい教会堂が完成

## 教会の現状
- 住所：　郵政編碼116011  大連市西崗区西安街31号

（多くの日系企業が入っている大連森ビルから北へ5分のところ）
電話：　0411-8363-1187 (愛国会事務所)

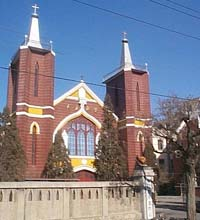
教会堂は、ほぼ1926年建設当時のままの姿をとどめている。大連市6区内にはこのカトリック教会と、プロテスタント教会が6つある。
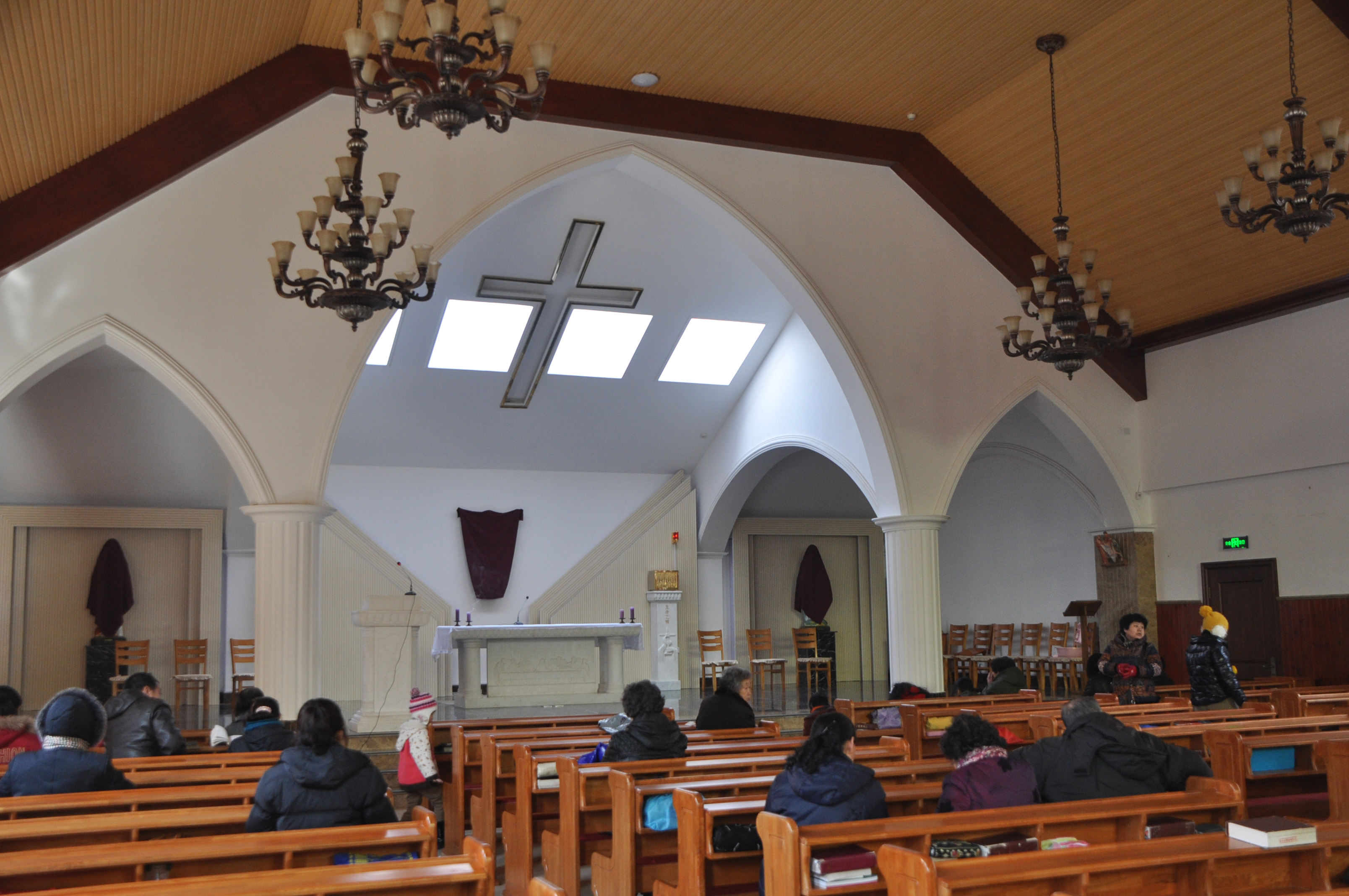
新しい教会堂（2013～）の内部

- 早朝ミサは6:30（月～金）、中国語ミサ：土17:30 日9:00 & 17:00、韓国語ミサ：日11:0（外国人のため）
- ミサは、降誕節（クリスマス）、灰の水曜日、聖金曜日、復活節（イースター）、昇天日、聖霊降臨日など重要な祝日にも行なわれる。

## 参考
1. ↑  大連で発行された韓国語カトリック誌「チャクン・ナヌム」（Chak-eum Nanum 작은나눔、小さな分け前）Vol. 1, 1999（1994-1999年文集）に、オー・テドン（Oh Dae Dong、中国語名：呉太東、韓国人詩人）が書いた「大連カトリック聖心堂の歩み」（대련 천주교 성심성당의 발자취 1914—1999년）